# Breakbeat nu skool
Breakbeat nu skool o nu skool break (breakbeat nueva escuela), también abreviado NSB es un subgénero musical de la música breakbeat posterior al old skool break. Aquella pista, editada en el por entonces recién nacido sello TCR, sorprendió a la deprimida escena rave de Londres por su frescura e innovación, ya que andaba a medio camino entre el hip hop importado de Estados Unidos y el jungle sito en las mismas salas clandestinas o legales de Londres. 
A diferencia del jungle, los ritmos de aquella pista eran más lentos (130-135 bpm), y los bombos, cajas y charles, más parecidos a los beats del rap que a las baterías tipo "amén" (Amen break) del jungle, sobreexplotadas por aquellos días. Con todo, mantenía estrecha relaciones con el acid jungle y las líneas de bajo de la pista eran las clásicas del Roland TB-303; pero a diferencia de otras pistas de la época, éstas mostraban una edición y un arreglo claramente más "oscuro", pasando por filtros, flangers y phasers, y desmarcándose claramente de lo establecido en el momento. 
Suele atribuirse el denominativo de break oscuro por sus continuos bajos, filtros, flangers y phasers. Esta vertiente en Reino Unido junto con el rap ha dado lugar, al igual que ocurrió con el drum and bass, que junto con la instrumental cante un MC.

## Comienzos
A raíz de esto, varias revistas especialidas (MoFO, DjMag, etc.) bautizaron al nuevo estilo musical como "nu Breaks" o "nu skool breaks", ateniéndose a la corriente americana de separación de estilos a través de "escuelas" (vieja o nueva escuela), dando consistencia a la aparición del género. Como acontece con cualquier género innovador de éxito, el nu skool break comenzó a desarrollarse a gran velocidad, fusionándose distintos géneros electrónicos, con epicentro claro en Londres, Bristol. 
En 1998 varios grupos y artistas habían engrosado en las filas del nu skool, y lo habían asemejado más al entonces exitoso big beat, desarrollando sus posibilidades y creando nuevos estilos dentro de la propia familia del nu skool: más oscuro y mordaz, el "Tearout Break", abanderado por Freq Nasty (quién más tarde ficharía por el sello Skint), o más similar al funk inglés y el electro-house, el "Funk-Break", cuya cabezas visibles eran las de los Plump DJ´s. 

## 2000 - 2004
En el Reino Unido, el movimiento nu skool crecía a pasos agigantados, y varios artistas se habían posicionado entre los más valorados de la escena independiente inglesa: Evil Nine, Future Funk Squad, B.L.I.M., Aquasky vs Masterblaster, Dub Marines, Raw as fuck (seudónimo del grupo Freestylers que enmascaraba un sonido más crudo y separado del big beat que tocaban en anteriores trabajos), Krafty Kutz, Skool of Thought o Deekline. Este último fue un destacado precursor no sólo del nu skool, sino también del grime, el dubstep, y que cosechó ventas mundiales sin antecedentes en estos estilos con el éxito de I don´t smoke the Reefa. 
En los siguientes años la escena siguió creciendo, afianzándose en distintas partes del Reino Unido y en Andalucía sobre todo (aunque también en Australia y Estados Unidos). La escena creció, especialmente en España, pero acabó estancándose levemente en el año 2003, debido a cuestiones de índole política, lo que a la larga supuso un frenazo de la escena a nivel internacional. Justo entonces aparecería la savia nueva en forma de un grupo de nuevos productores, una serie de estaciones de radio y páginas de descarga por Internet, y un ilusionado conjunto de promotores y mánager. Todos ellos encaminarían el nu Skool break hacía nuevos caminos más underground y radicales en cuanto al sonido, alcanzando su clímax en el año 2004, dándose lugar en Andalucía macrofestivales de hasta 15.000 personas.